# Home Insurance Plaza
Home Insurance Plaza è un grattacielo ad uso commerciale di New York

## Caratteristiche
Costruito tra il 1964 e il 1969 l'edificio è alto 190 metri. Progettato dall'architetto Alfred Easton Poor è l'ottantatreesimo edificio più alto della città. È collegato tramite corridoi interni al W.R. Grace Building e al W New York Downtown e presenta di fronte all'entrata principale una piazza che venne progettata da Kohn Pedersen Fox e costruita nel 1987.